# Tingry
Tingry ist eine französische Gemeinde mit 293 Einwohnern (Stand 1. Januar 2022) im Département Pas-de-Calais in der Region Hauts-de-France; sie gehört zum Arrondissement Boulogne-sur-Mer und zum Kanton Desvres.
Die Gemeinde gehört zum Regionalen Naturpark Caps et Marais d’Opale.

## Einwohnerentwicklung
| Jahr      | 1962 | 1968 | 1975 | 1982 | 1990 | 1999 | 2013 |
| Einwohner | 241  | 258  | 250  | 272  | 307  | 301  | 294  |